# Замало живот
Замало живот је хумористичка серија из Републике Српске која се од 8. септембра 2013. емитује на РТРС. Серија је у потпуности снимана у Бањој Луци, домаћим кадровима и ресурсима у продукцији АЕОН и РТРС. Сценарио за серију потписују Марио Ћулум, Милан Гајић и Славиша Радан, а режисер је Младен Ђукић. 

## Радња
Ради се о просјечној продици која пролази кроз откачене животне ситуације, уз много децибела смијеха. Публика којој је намијењен серијал је широка и подразумијева све оне који знају прочитати наслов серијала, “Замало живот”. Прича је то о три генерације породице Бекавац, која упада у низ комичних ситуација са комшијама, пријатељима, сарадницима. У серији ликове тумаче најбољи глумци Републике Српске. Улоге су духовите, спонтане и блиске духу нашег народа.
Високи продукцијски стандарди, мноштво врхунских глумаца из Републике Српске, студенти Академије умјетности, млади глумци Школе глуме Дјечијег позоришта РС., атрактивна фотографија, прича зачињена великом дозом хумора, препоруке су које ће ову серију, надамо се, учинити једним од најтраженијих телевизијских производа у региону.

## Улоге
| Глумац                | Улога   |
| --------------------- | ------- |
| Гордана Милиновић     | Велинка |
| Раде Ступар           | Милутин |
| Николина Јелисавац    | Виолета |
| Александар Стојковић  | Чедо    |
| Слађана Зрнић         | Јованка |
| Никола Бундало        | Зоран   |
| Синиша Сушић          | Стојан  |
| Бојан Колопић         | Бојан   |
| Андрија Пурковић      | Бато    |
| Миљка Брђанин Бајић   | Миља    |
| Александра Спасојевић | Драгица |
| Љубиша Савановић      | Бошко   |

## Списак епизода
| Бр. еп. | Назив епизоде                    | Премијерно емитовање |
| ------- | -------------------------------- | -------------------- |
| 1       | Паштета младости                 | 8. септембар 2013.   |
| 2       | За марку више                    | 15. септембар 2013.  |
| 3       | Срећо моја, пређи на другога     | 29. септембар 2013.  |
| 4       | Дружба је дружба, тужба је тужба | 10. новембар 2013.   |
| 5       | Сахрана за оглас                 | 6. октобар 2013.     |
| 6       | Сви смо ми Симо                  | 13. октобар 2013.    |
| 7       | Свилене, бијеле кошулје          | 20. октобар 2013.    |
| 8       | Само је једна мама               | 27. октобар 2013.    |
| 9       | Гробница за Милутина             | 3. новембар 2013.    |
| 10      | Притајена сланина, скривени пас  | 10. новембар 2013.   |
| 11      | Ексклузива                       | 17. новембар 2013.   |
| 12      | Полуслијепи свијет               | 24. новембар 2013.   |
| 13      | Пробуђена стварност              | 1. децембар 2013.    |